# Rachanie
Rachanie – wieś w Polsce położona w województwie lubelskim, w powiecie tomaszowskim, w gminie Rachanie, na obszarze Grzędy Sokalskiej.
| SIMC    | Nazwa  | Rodzaj    |
| ------- | ------ | --------- |
| 0896723 | Dolina | część wsi |
| 0896730 | Góra   | część wsi |
| 0896746 | Rynek  | część wsi |

Prywatne miasto szlacheckie lokowane w 1426 roku położone było w XVI wieku w województwie bełskim. Zdegradowane w 1772 roku.  
Wieś jest sołectwem, siedzibą gminy Rachanie. Według Narodowego Spisu Powszechnego z roku 2011 wieś liczyła 894 mieszkańców.
Wieś jest siedzibą rzymskokatolickiej parafii Przemienienia Pańskiego w Rachaniach.
W latach 1954-1972 wieś była siedzibą gromady Rachanie. W latach 1975–1998 miejscowość administracyjnie należała do województwa zamojskiego.

## Zabytki
Według rejestru zabytków NID na listę zabytków wpisane są:
- kościół parafialny .w. Przemienienia Pańskiego z lat 1769-97, nr rej.: A/649 z 9.05.1957 i z 22.11.1972
- cmentarz, nr rej.: j.w.
- ogrodzenie z bramką i kapliczkami, nr rej.: j.w.
- dawny budynek zamkowy, obecnie magazyn, z pozostałościami obwarowań, XVII, XVIII/XIX, XX, nr rej.: A/261 z 3.03.1967.

Zespół zamkowo-pałacowy znajduje się we wschodniej części wsi, na wzniesieniu. Składa się z pozostałości budynku zamkowego z XVI lub XVII w., lochów zamkowych z XVII w., parku z 2 poł. XIX w. oraz pałacu (dworu) z ostatniej ćwierci XVIII w. wraz z bramą pałacową.
Na zewnętrznej ścianie szkoły przy ulicy Partyzantów 47 znajduje się tablica pamiątkowa poświęcona zamordowanym Żydom.

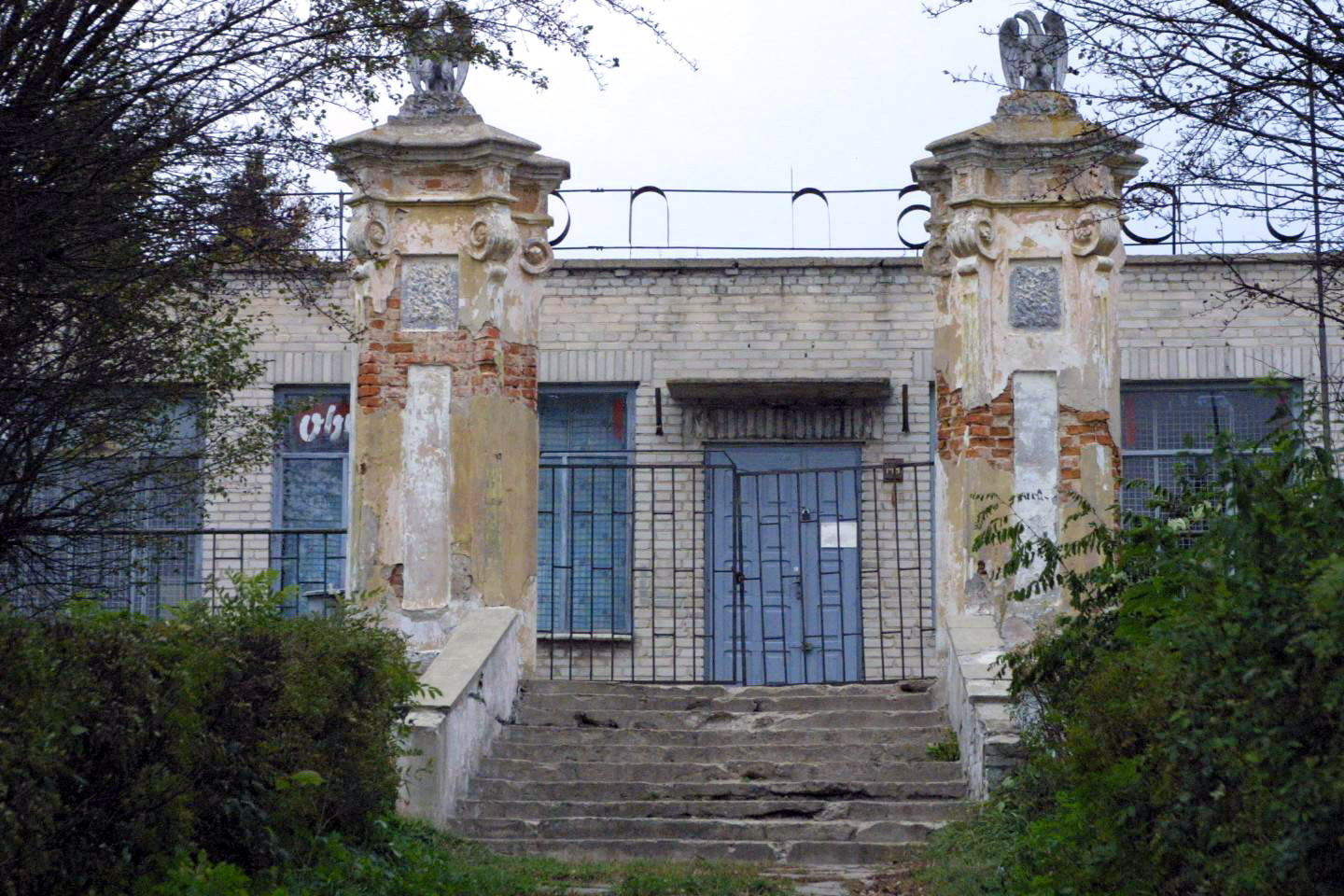
Dawna brama na teren pałacowy
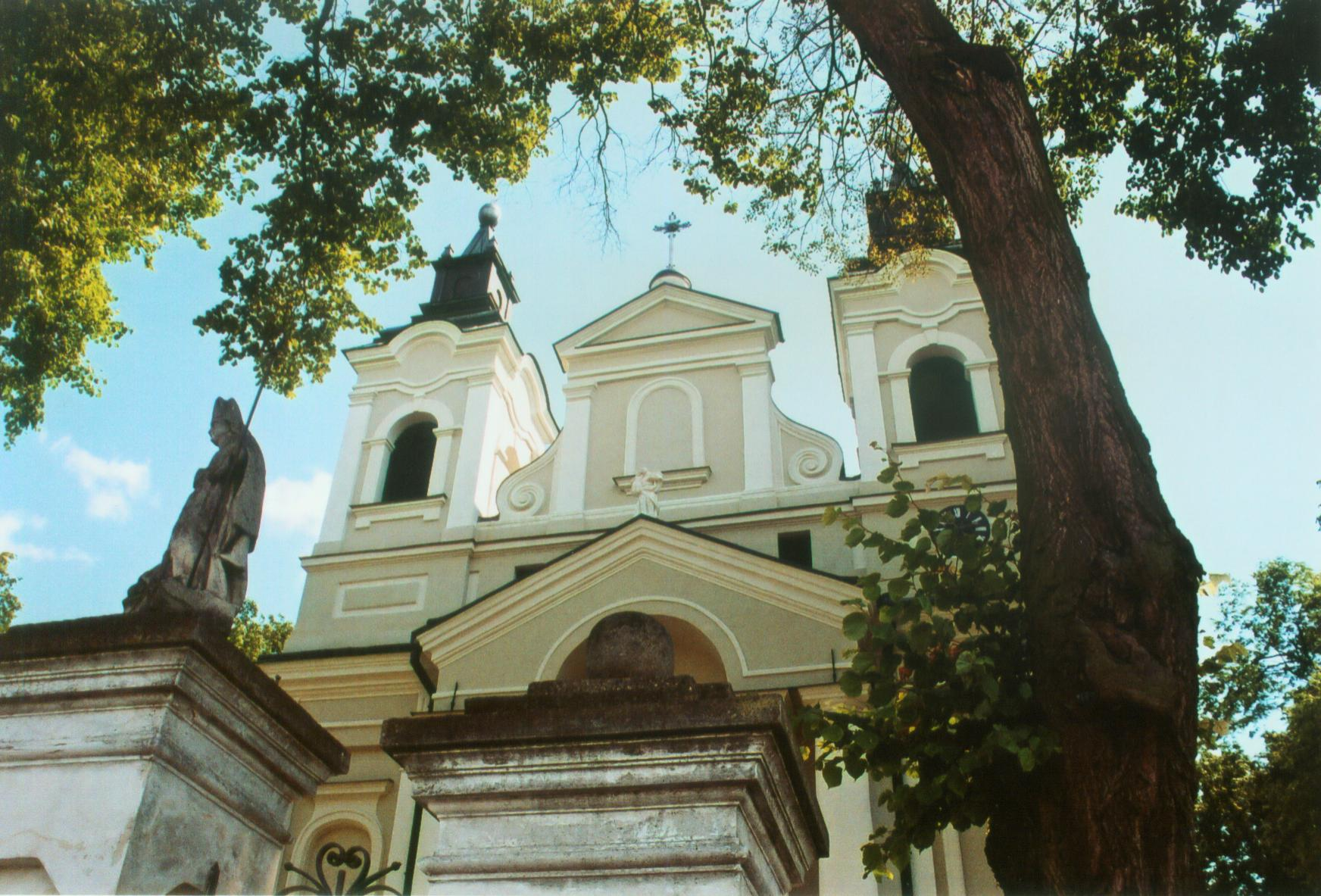
Kościół